# Portoscuso
Portoscuso (sardisk: Portescùsi) er en by og en kommune (comune) i provinsen Sud Sardegna i regionen Sardinien i Italien. Byen ligger i 6 meters højde og har 5.150 indbyggere (2016). Kommunen har et areal på 38,09 km² og grænser til kommunerne Carbonia, Gonnesa og San Giovanni Suergiu.